# Bernat Tria
Bernat Tria (finals del s. XVII, Barcelona, 30 d'abril de 1754) va ser un compositor i prevere català. Fou nomenat mestre de capella de l'església del Palau de la Comtessa de Barcelona el 1726, càrrec que desenvolupà fins al seu traspàs.
Va ser el successor de Josep Picanyol. Durant els trenta anys que va ocupar el càrrec, va impulsar diverses iniciatives, com, per exemple, la reorganització de la capella musical, que, gràcies a ella, es van ampliar les places per a violí, oboè i fagot.
Creà diverses composicions religioses, entre elles una missa a dos cors, molt celebrada, i dos motets a sis veus. També destaquen els seus oratoris, com ara La fábrica del arca de Noé en San Cayetano i El misterio de Terebinto, entre altres obres.

## Obres

### Fons de l'església parroquial de Sant Pere i Sant Pau de Canet de Mar
- Antífona per a 6 v i instr (Segon quart del s. XVIII)

- Cantata (1736)
- Cantata per a 1 v i Ac (1738)
- Cantata per a 1 v i Ac (Primer terç del s. XVIII)
- Cantata per a 1 v i instr (1732)
- Cantata per a 1 v i instr (Segon quart del s. XVIII)
- Cantata per a 1 v i instr (Segon quart del s. XVIII)
- Cantata per a 1 v i instr (Segon quart del s. XVIII)
- Missa (primer terç del s. XVIII)
- Missa per a 6 v i instr (Primer terç del s. XVIII)
- Missa per a 6 v i instr (Segon quart del s. XVIII)
- Missa per a 6 v i instr (Segon quart del s. XVIII)
- Motet per a 1 v i instr (Segon quart del s. XVIII)
- Motet per a 1 v i instr (Primer terç del s.XVIII)
- Motet per a 1 v i instr (Primer terç del s. XVIII)
- Motet per a 1 v i instr (Segon quart del s. XVIII)
- Oratori per a 8 v i instr (1749)
- Pastorel·la per a 2 v i instr (Segon quart del s. XVIII)
- Pastorel·la per a 4 v i instr (Segon quart del s. XVIII)
- Salve per a 2 v i instr (Primer terç del s. XVIII)
- Salve per a 6 v i instr (Primer terç del s. XVIII)
- Seqüència per a 6 v i instr (Segon quart del s. XVIII)
- Tono (Segon quart del s. XVIII)
- Tono per a 2 v i instr (1742)
- Tono per a 2 v i instr (Segon quart del s. XVIII)
- Tono per a 2 v i instr (Segon quart del s. XVIII)
- Tono per a 2 v i instr (Segon quart del s. XVIII)
- Tono per a 4 v i instr (Segon quart del s. XVIII)
- Tono per a 4 v i instr (Segon quart del s. XVIII)
- Tono per a 4 v i instr (Segon quart del s. XVIII)
- Villancet (Segon quart del s. XVIII)
- Villancet (1742)
- Villancet per a 4 v i instr (Segon quart del s. XVIII)
- Villancet per a 8 v i instr (Segon quart del s. XVIII)
- Villancet per a 8 v i instr (Segon quart del s. XVIII)
- Villancet per a 8 v i instr (Segon quart del s. XVIII)
- Villancet per a 8 v i instr (Segon quart del s. XVIII)
- Villancet per a 8 v i instr (Segon quart del s. XVIII)
- Villancet per a 8 v i instt (Primer quart del s. XVIII)
- Villancet per a 8 v i instr (Segon quart del s. XVIII)
- Villancet per a 8 v i instr (Segon quart del s. XVIII)
- Villancet per a 8 v i instr (1740)
- Villancet per a 8 v i instr (1740)
- Villancet per a 8 v i instr (Segon quart del s. XVIII)
- Villancet per a 8 v i instr (1736)
- Villancet per a 8 v i instr (Segon quart del s. XVIII)
- Villancet per a 8 v i instr (Segon quart del s. XVIII)
- Cantata per a 1 v i instr (1732)
- Motet (Finals del s. XVIII)
- Villancet per a 8 v i instr (Segon quart del s. XVIII)

### Arxiu Històric Arxidiocesà de Tarragona
- Missa per a 5 v i Org (Segon terç del s.XIX)
- Salve per a 6 v i Ac (1756)
- Salve per a 6 v i Orq (1744)
- Tono per a 4 v i instr (Segon terç del s. XVIII)
- Villancet (Segon terç del s. XVIII)
- Villancet per a 8v i Ac (Segon terç del s. XVIII)